# Ратни заробљеници
Ратни заробљеник је лице кога су непријатељске снаге заробиле током или након оружаног конфликта. Једна од основних карактеристика борачког статуса је да уколико борци падну под власт непријатеља они добијају статус ратних заробљеника.
Поред бораца, Трећом Женевском конвенцијом статус ратних заробљеника у случају заробљавања признат је цивилима који прате оружане снаге иако непосредно не улазе у њихов састав, као и члановима посада трговачке морнарице и цивилног ваздухопловства страна у сукобу уколико у конкретном случају по међународном праву не уживају повољнији третман. Реч је о истом кругу лица којима је признат статус рањеника, болесника и бродоломника. 
Поред ових лица статус ратних заробљеника имају и припадници оружаних снага окупираних земаља уколико окупатор одлучи да приступи њиховом имтернирању као и сва лица којима је признат овај статус која су на своју територију примиле неутралне и незараћене силе под условом да им не буде признат повољнији положај. 
Постоје и лица којима, иако улазе у састав оружаних снага једне од зараћених страна, ни у случају заробљавања, неће бити признат статус ратних заробљеника. Реч је о плаћеницима и шпијунима. 
Под плаћеницима се подразумевају пре свега лица која у непријатељствима учествују превасходно мотивисана личном коришћу, која нису држављани стране у сукобу и која су углавном регрутована у иностранству. Шпијунима се сматрају припадници оружаних снага стране у сукобу уколико су ухваћени у шпијунажи и налазе се у власти противничке стране. При томе, на основу традиционалног концепта прави се разлика између лица која су се бавила шпијунажом у униформи својих оружаних снага или без ње, тако да се униформисани обавештајци за разлику од ових других, неће сматрати шпијунима. 
Сврха интернирања ратних заробљеника није њихово кажњавање, имајући у виду да они не могу да одговарају за учествовање у непријатељствима већ спречавање њиховог даљег учествовања у борби. Сагласно тома одредбе које се тичу њиховог положаја представљају компромис између интереса силе у чијој се власти налазе, интереса силе којој заробљеници припадају и интереса самих ратних заробљеника.
Поред општег нивоа заштите који је признат и осталим категоријама заштићених лица а која подразумева обавезу поштовања физичког и психичког интегритета, ратни заробљеници сагласно свом специфичном статусу уживају и додатна права. Тако на пример они не смеју бити принудно испитивани, нити се према њима сме применити било која метода ради добијања информација. Сила која их држи у заробљеништву мора обезбедити адекватне услове за њихов смештај, исхрану и одевање, и ови услови не смеју бити неповољнији од услова обезбеђеним сопственим јединицама на тим местима. У случају покушаја бекства, ратни заробљеници могу бити само дисциплински кажњени док им за кривична дела извршена док су под овим статусом мора бити обезбеђен правичан и непристрасан судски поступак.

## Древена времена
Током већег дела људске историје, зависно од културе победника, непријатељски борци поражене стране у бици који су се предали и постали ратни заробљеници могли су очекивати да ће бити погубљени или поробљени. Рани римски гладијатори делом су бити ратни заробљеници, категорисани према етничким коренима као Самнити, Трачани и Гали (Galli). Хомерова Илијада описује грчке и тројанске војнике који нуде изобилне надокнаде противничким снагама које су их победиле на бојном пољу у замену за милост, мада њихове понуде нису увек прихваћене; погледајте на пример Ликаона.

## Живи језик
„Живи језик” је термин који се најчешће односи на заробљеног противничког војника. Сврха је доћи до најновијих информација о супарничкој војсци (распоред, бројност, наоружање, морал...).  „Живи језик“ се ређе користи због великог ризика хватања непријатељског војника на непријатељској територији и довођења истог на своју територију. Акцију спроводе обично припадници елитних јединица.